# Iron Crown Enterprises

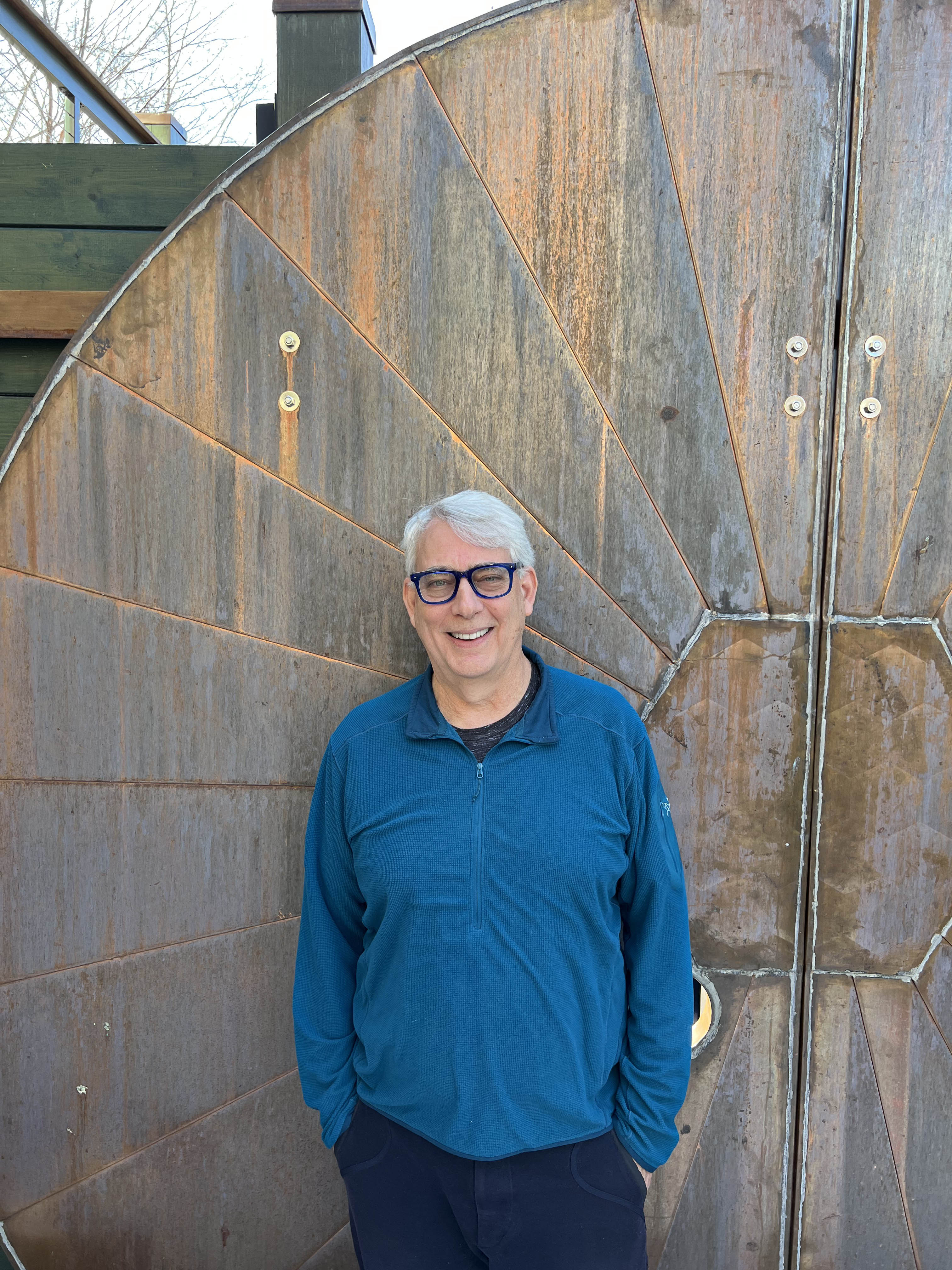
En av grundarna, Pete Fenlon, den 2 februari 2022.

Iron Crown Enterprises (akronym: ICE) är ett spelföretag i Cambridge, Storbritannien som tillverkar brädspel, rollspel och kortspel. Företaget grundades 1980 av	Pete Fenlon, S. Coleman Charlton och Kurt Fischer. De hade tidigare haft en sex år lång Dungeons & Dragons-kampanj, som ägde rum i Midgård. Under kampanjens gång utvecklade de speciella husregler och efter att de hade tagit examen från University of Virginia 1980 valde de att grunda Iron Crown Enterprises, döpt efter en regalia från Midgård, för att på så sätt kunna publicera sina husregler. Tre av deras första produkter var Arms Law (1980), The Iron Wind (1980) och Manassas (1981). I oktober 2000 ansökte bolaget om konkurs och i december 2001 köptes tillgångarna upp av Aurigas Aldebaron LLC, som licensierade namnet till Mjolnir LLC fram till 2011. Denna licens gick sedan till Guild Companion Publications Ltd. År 2016 slogs Aurigas Aldebaron LLC och Guild Companion Publications Ltd samman till bolaget Guild Companion Publications. År 2017 ändrades namnet till Iron Crown Enterprises Ltd.